# Diccionario nuevo de las Lenguas Española y Francesa
El Diccionario nuevo de las Lenguas Española y Francesa, por Francisco Sobrino, tuvo mucha influencia en el siglo XVIII, cuando tuvo excelentes ventas.  Sus ediciones han sido: 1705 (primera y segunda edición); 1721; 1734; 1744; 1751; y 1760-1761; de ése momento en adelante, se le ha reeditado, por François Cormon, bajo el título de Sobrino aumentado.  Se estima que en el siglo XVIII hubo entre ocho y diez ediciones bajo el nuevo título.
Publicado originalmente en Bruselas, el diccionario es impreso en Ginebra a partir de la edición de 1744; empero, se conserva la dirección Bruselas en la carátula.
Se publicó a lo largo de dos siglos; la última edición ha sido la de 1913.